# Куцик Євген Якимович
Євге́н Яки́мович Ку́цик (7 вересня 1927, Львів — 27 червня 2015, там само) — вояк дивізії СС «Галичина», український колабораціоніст з нацистською Німеччиною, громадський діяч і автор спогадів про радянський терор у Західній Україні, багатолітній в'язень радянських концтаборів[неавторитетне джерело]. В останні роки життя — голова Львівського крайового братства Першої Української дивізії Української національної армії. Автор книги спогадів «Від Мальти до Магадану».

## Життєпис
Народився 7 вересня 1927 року у місті Львові. З 1934 року навчався у «Рідній школі» ім. М. Шашкевича, а після радянської окупації 1939 року продовжив навчання у школі № 34.
Завершив навчання у Другій львівській державній гімназії уже під час німецької окупації.
У 1943 році поступив на службу до юнацтва протиповітряної оборони, пройшов відповідні вишколи у м. Краків (Польща) та у с. Мальта (Австрія). Згодом пройшов також вишкіл у таборі дивізії «Галичина» в м. Нойгамер (Німеччина), потім закінчив підстаршинський вишкіл радіозв'язку в м. Нюрнберг (Німеччина).
Був оточений у Мельнику. Якийсь час наймитував у чеського господаря.
Після фільтраційного табору у травні 1945 року повернувся до Львова. Восени 1945 року поступив на навчання до Львівського лісотехнічного інституту.
10 жовтня 1945 року затриманий контррозвідкою «Смерш». 28 лютого 1946 року засуджений Військовим трибуналом до 15 років виправно-трудових таборів.
21 квітня 1946 року етапований зі Льовова до м. Находка, відбував покарання у таборах Магаданської області на Колимі («Гвардієць», Усть-Омчаг, Берлаг).
Був звільнений у 1957 році, а наступного 1958 повернувся до України. Закінчив навчання у Львівському державному університеті та працював довший час на львівському заводі «Мікроприлад».
Був членом Львівської станиці «Галицького Братства колишніх вояків Першої Української дивізії Української національної армії „Галичина“». З січня 2013 року — був головою цієї організації.

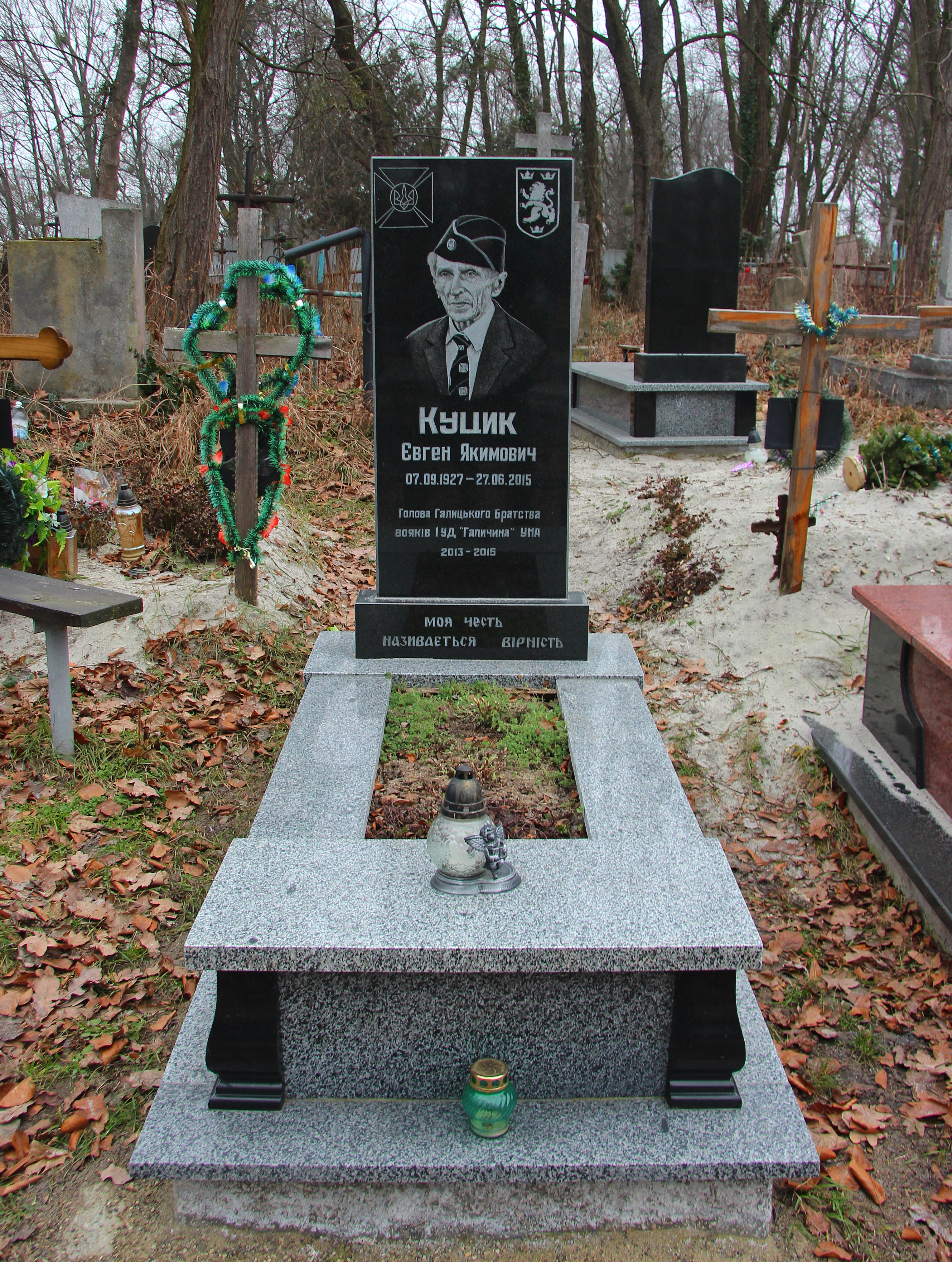
Могила Євгена Куцика на 37 полі Личаківського цвинтаря у Львові

Помер 27 червня 2015 року. Похований на 37 полі Личаківського цвинтаря. На поховальній церемонії був присутній Народний депутат України Юрій Шухевич.

## Мемуари
- Від Мальти до Магадану - Євген Куцик -. Чтиво. Архів оригіналу за 7 серпня 2016.

## Відзнаки
- Золотий Хрест за особливі заслуги Головної Управи Братства